# Conrad Dietrich Magirus
Conrad Dietrich Magirus (26. září 1824, Ulm – 26. června 1895, tamtéž) byl německý podnikatel, zakladatel firmy Magirus, průkopník automobilismu a požární ochrany a vynálezce automobilového hasičského žebříku.

## Život
Conrad Magirus se narodil 26. září 1824 v rodině obchodníka s koloniálním zbožím a majitele manufaktury v Ulmu. V rámci přípravy na budoucí povolání obchodníka strávil sedm let v italské Neapoli.
Ještě v první polovině 19. století, ve věku 23 let Magirus složil z členů tělocvičného spolku Turnerů, který v Ulmu vedl, hasičské družstvo. To se stalo prvním oficiálním dobrovolným hasičským družstvem města. O rok později vzniklo i družstvo druhé a vedení města pověřilo Magiruse reorganizací a vedením hasičského sboru. V pozici jeho velitele působil až do roku 1880.
V roce 1850 převzal otcův obchod a továrnu v Ulmu. V tomto roce vydal vlastním nákladem knihu „Alle Theile des Feuer-Lösch-Wesens“.

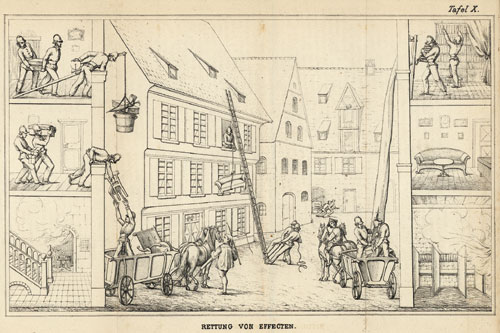
Ilustrace ke knize „Alle Theile des Feuer-Lösch-Wesens“ (1850)

## Zajímavosti
- 10. července 1853 založil Conrad Magirus s deseti zástupci hasičských spolků z okolí v Plochingenu v hostinci „Gasthaus zum Waldhorn“ dodnes existující oborový svaz německých hasičů (Deutscher Feuerwehrverband).

- V rodném Ulmu byla jeho jménem pojmenována ulice: Magirusstraße spojuje Sedanstraße s ulicí Blaubeurer Straße, na které se nachází továrna firmy. V mnoha jiných městech Německa jsou jménem vynálezce pojmenovány ulice (Berlín, Stuttgart a další).

## Externí odkazy

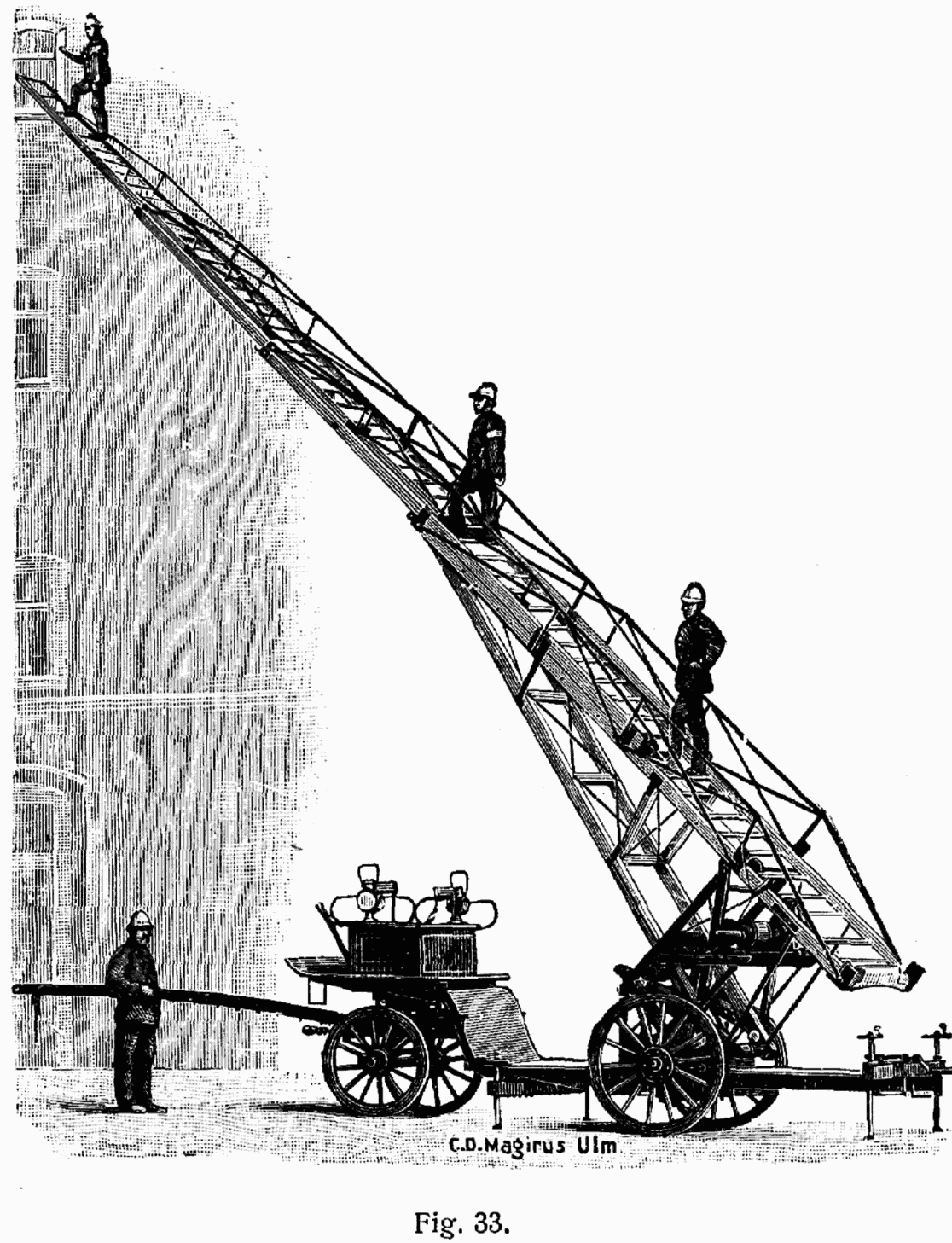
Žebřík Magirus z roku 1904